# Сазонович, Станислав Сергеевич
Станисла́в Серге́евич Сазоно́вич (бел. Станіслаў Сяргеевіч Сазановіч; род. 6 марта 1992, Старый Остров, Могилёвская область) — белорусский футболист, защитник клуба «Арсенал» (Дзержинск).

## Клубная карьера
Футболом начал заниматься в Минске, в школе «Трудовые резервы». Первый тренер — Я. Б. Ляндрис.
Профессиональную карьеру начал в 2010 году в клубе Второй Лиги «Звезда-БГУ», где в возрасте 18 лет сразу же закрепился в основном составе клуба.
В августе 2010 года перешёл на правах аренды до конца сезона с правом выкупа в ФК «Гомель», выступавший в том сезоне в Первой Лиге.
Дебютировал за новый клуб 7 мая 2010 года в матче против «Руденска», где вышел на замену на 88-й минуте и забил свой первый гол за «Гомель» на 89-й. До окончания сезона Станислав принял участие в 9 матчах гомельской команды, ни в одном из них не выходил в стартовом составе. За эти 9 игр Сазонович сыграл за клуб 245 минут, забил 1 гол и получил 2 желтые карточки. 29 декабря 2010 года «Гомель» выкупил контракт 18-летнего защитника у «Звезды-БГУ».
В сезоне 2011 играл за дубль «Гомеля», принял участие в 30 поединках из 33 возможных. За эти встречи забил 3 мяча, отдал 3 голевые передачи, получил 9 желтых и 1 красную карточку.
Зимой 2012 года перешёл на правах сезонной аренды в перволиговый речицкий «Ведрич-97», за который дебютировал 21 апреля 2012 года в матче против «Руденска». Уже с первых матчей Сазонович стал основным игроком основы речицкого клуба. За сезон 2012 года Стас отыграл за клуб 25 матчей, все без замен, играя в основном на правом краю обороны. 1 декабря 2012 года по окончании срока аренды Стас вернулся в расположение «Гомеля».
2 февраля 2013 года Сазонович подписал новый, 2-летний контракт с гомельским клубом. В предсезонке не наигрывался как основной правый защитник команды, но своё игровое время получал. 13 апреля 2013 года дебютировал в Высшей Лиге, выйдя на замену в матче с солигорским «Шахтёром». В следующем туре, 17 апреля впервые появился в стартовом составе «Гомеля». В сезоне 2013 чередовался с Сергеем Кондратьевым на позиции левого защитника.
В январе 2014 года был отдан в аренду новополоцкому «Нафтану», где играл преимущественно за дубль, за основу сыграл в пяти матчах, чаще всего использовался на позиции правого полузащитника. В июле вернулся в «Гомель». Вскоре закрепился в составе в качестве основного правого защитника. В декабре продлил контракт с гомельчанами. По результатам сезона 2015 «Гомель» вновь оказался в Первой лиге, тем не менее Станислав повторно продлил соглашение с клубом и по результатам сезона 2016 помог ему вернутся в элиту. В сезоне 2017 оставался основным правым защитником команды в Высшей лиге.
В январе 2018 года покинул «Гомель» и вскоре присоединился к дебютанту Высшей лиги — клубу «Смолевичи». Стал игроком стартового состава, в августе и сентябре не играл из-за травмы.
18 декабря 2018 года заключил двухлетний контракт с футбольным клубом «Городея», где закрепился в стартовом составе. В сентябре 2020 года перешёл в бобруйскую «Белшину», где так же стал игроком основы. В декабре по окончании контракта покинул клуб.
В начале 2021 года тренировался с «Крумкачами», однако в марте пополнил состав дзержинского «Арсенала».

### Карьера в сборной
Выступал за молодёжную сборную Беларуси.

## Достижения
- Обладатель Кубка Беларуси: 2011
- Победитель Первой лиги (3): 2010, 2016, 2021